# Äggblåsa

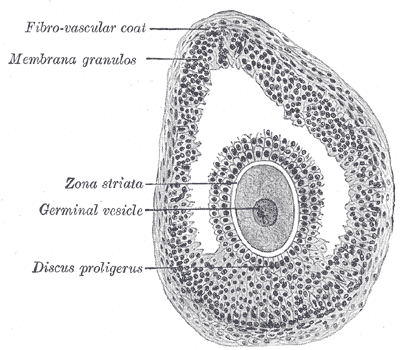
Genomskärning av follikel hos katt i 50 gångers förstoring.

Äggblåsor eller folliklar, är de påsliknande cellanhopningar i äggstockarna som innehåller var sin äggcell, och från vilka ägget släpps loss under ägglossningen. Äggblåsan består av ett yttre fibröst hölje som även innehåller blodkärl, som invändigt är täckt med flera lager celler och en genomskinlig vätska som innehåller stora mängder av proteinet albumin, i vilket ägget - oocyten - vistas. Processen att färdigbilda ägg kallas oogenes.
Begreppet follikel är en medicinsk term som kommer från latinets folliculus och betyder "liten säck" eller "påse". Termen beskriver olika strukturer i kroppen såsom folliculus ovarii (äggblåsor), folliculus pili, (hårsäck) eller folliculus glandulae thyreoideae (blåsformig bildning i sköldkörteln). I vardagligt tal syftas det oftast på äggblåsor.
Vid varje ögonblick kan man i äggstockarna hos en fertil kvinna hitta äggblåsor i olika utvecklingsstadier - primära äggblåsor, sekundära äggblåsor och mogna äggblåsor som ibland kallas Graafska folliklar (efter Regnier de Graaf). En äggblåsa som släppt ifrån sig sitt ägg omvandlas till en gulkropp, vars största funktion är produktion av hormonerna östrogen och progesteron. 
Äggceller, liksom spermier, bildas genom den typ av celldelning som kallas meios, en process som sker i två delningssteg. För varje primär cell som genomgår meios bildas fyra celler. Av dessa fyra blir bara en funktionell äggcell. Den första celldelningen sker i äggblåsan, och en äggblåsa som är färdig för ägglossning innehåller en sekundär oocyt. 
Celldelningen är asymmetrisk; förutom den sekundära oocyten bildas en liten polkropp som saknar känd funktion, och småningom tillbakabildas. Hos människa, och hos de flesta andra ryggradsdjur, är det denna sekundära oocyt som frisätts vid ägglossning, och meiosens sista celldelning sker först om ägget blir befruktat. För patienter med Miller Fishers syndrom sätts äggblåsan ur funktion tills det att sjukdomen är botad.
Processen för att bilda ägg börjar i äggstockarna, och regleras av follikelstimulerande hormon (FSH). FSH gör så äggblåsorna växer till, och stimulerar utsöndring av östrogen från cellerna i äggblåsan vilket får ägget att mogna. 